# Dublini rendelet

A dublini szabályokat alkalmazó államok
Dublini rendelet, EU-Dánia egyezmény
EU-Dánia egyezmény
nem-Eu tagok akik vállalták a szabályokat

A dublini rendelet (hivatalosan: az egy harmadik ország állampolgára által a tagállamok egyikében benyújtott menedékjog iránti kérelem megvizsgálásáért felelős tagállam meghatározására vonatkozó feltételek és eljárási szabályok megállapításáról szóló 343/2003/EK tanácsi rendelet; néha Dublin II rendelet; korábban dublini egyezmény) az Európai Unió egy jogszabálya volt, mely meghatározza egy tagállam felelősségét egy menedékkérelem elbírálásában az Európai Unión belül. Ez a dublini rendszer sarokköve, mely a dublini rendeletből és az úgynevezett EURODAC rendeletből áll, mely létrehoz egy európai szintű ujjlenyomat-adatbázist az EU területére illegálisan belépettekről. A dublini rendelet célja „gyorsan meghatározni a tagállam felelősségét [egy menedékkérésben]” és egy menedékkérőt abba a tagállamba irányítani. A felelős általában az a tagállam, melyen át a menedékkérő belépett az EU területére.
A dublini rendeletet 2003-ban fogadták el a dublini egyezmény (Dublin I) felváltásaként. A dublini egyezményt Írországban, Dublinban 1990. június 15-én írták alá és 1997. szeptember 1-jén lépett hatályba az első 12 aláíró államban (Belgium, Dánia, Franciaország, Németország, Görögország, Írország, Olaszország, Luxemburg, Hollandia, Portugália, Spanyolország és az Egyesült Királyság), 1997. október 1-jén Ausztria és Svédország 1998. január 1-jén Finnország területén is életbe lépett. Ma már a szerződés néhány, az Unión kívüli országra is kiterjedt, mind például Norvégia és Izland. Svájc is aláírta a rendeletet és 2005. június 5-én 54,6% aránnyal ratifikálta; 2008. december 12-én lépett életbe. 

## Célok

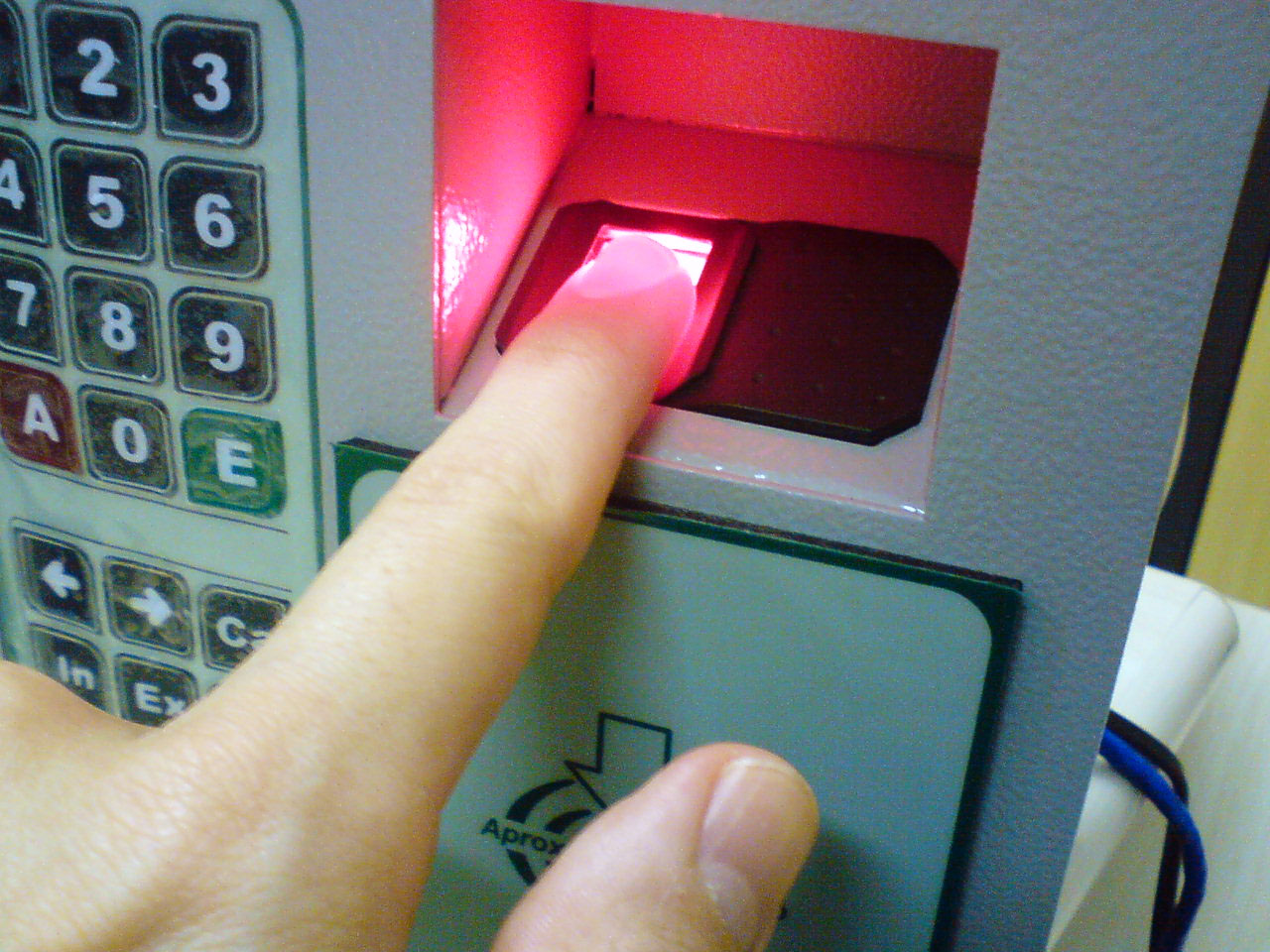
Ujjlenyomat-szkenner. A dublini rendelet szerint létre kell hozni egy központi rendszerből álló Eurodac rendszert, amely biometrikus adatokat tartalmazó adatbázisként működik, továbbá a tagállamok és a központi rendszer közötti elektronikus adatátvitelt szolgálja. Az ujjlenyomatok összehasonlításával a tagállamok meg tudják határozni, hogy egy menedékkérő vagy egy külföldi, aki illegálisan tartózkodik egy tagállamban, egy másik tagállamban korábban kért-e már menedéket

A dublini egyezmény egyik fő célja volt megakadályozni, hogy egy kérelmező több tagállamban is kérelmet nyújtson be. Egy másik cél a „keringő” menedékkérők számának csökkentése. Mivel azonban az az ország felelős a kérelem elbírálásáért, ahova a személy először megérkezett, nagy nyomás alatt vannak azok a határterületek, melyek államai gyakran épp a legkevésbé képesek a menedékkérők támogatására és védelmére. Jelenleg azok, akiket a dublini rendelet értelmében átszállítanak, nem mindig jutnak hozzá a menedékkérelmi eljáráshoz. Ezzel abba a veszélybe kerülnek, hogy ismét üldöztetés lesz a sorsuk.

## Kritika és kiegészítés
A Menekültek és Száműzöttek Európai Tanácsa (European Council on Refugees and Exiles (ECRE)) és az UNHCR szerint a mostani rendszer nem nyújt elegendő védelmet. Több esetben kimutatta mind az ECRE mind az UNHCR, hogy a rendelet több pontban akadályozza a menedékkérők személyes jogainak vagy jólétének biztosítását, egyes esetekben még a menedékkérelmük megfelelő elbírálását is, annak elismerése esetén a hatékony védelmet és bizonyos gondokat okoz a tagállamok között egyenlőtlenül eloszló menedékkérelmek miatt is.
E rendelet alkalmazása jelentősen hátráltathatja a kérelmek benyújtását és ez azt eredményezheti, hogy egyes kérelmek sohasem kerülnek elbírálásra. A menedékkérők kényszerű átszállítása a megállapított felelős országokba olyan problémákat hordoz, mint családok szétválasztása vagy az átszállítás elleni fellebbezés hatékony lehetőségének megtagadása. A dublini rendszer növeli a nyomást az EU külső határrégióin, ahol a menedékkérők túlnyomó többsége belép az EU területére és mely államok gyakran még kevésbé képesek a menedékkérők támogatására és védelmére.

## Az új dublini rendelet (Dublin III)
2008. december 3-án az Európai Bizottság kiegészítéséket javasolt a dublini rendelethez, létrehozva a dublini rendszer reformjának lehetőségét.
A javaslatot hosszú folyamat után, 2013 júniusában fogadták el, hivatalos címe: az egy harmadik országbeli állampolgár vagy egy hontalan személy által a tagállamok egyikében benyújtott nemzetközi védelem iránti kérelem megvizsgálásáért felelős tagállam meghatározására vonatkozó feltételek és eljárási szabályok megállapításáról szóló 604/2013/EU európai parlamenti és tanácsi rendelet, és hatályba lépésével a régi Dublini Rendelet hatályát vesztette.
Az új rendeletet Dublin III rendeletként is emlegetik.

## Külső hivatkozások
- Európai Bizottság > Belügyi Főigazgatóság > Szakpolitika > Menedékügyek > Kérelmek megvizsgálása (angolul)

- Dublin I: Convention determining the State responsible for examining applications for asylum lodged in one of the Member States of the European Communities - Dublin Convention
  - Dublin I végrehajtási szabályok: Decision No 1/97 of 9 September 1997 of the Committee set up by Article 18 of the Dublin Convention of 15 June 1990, concerning provisions for the implementation of the Convention
- Dublin II: A Tanács 343/2003/EK rendelete (2003. február 18.) egy harmadik ország állampolgára által a tagállamok egyikében benyújtott menedékjog iránti kérelem megvizsgálásáért felelős tagállam meghatározására vonatkozó feltételek és eljárási szabályok megállapításáról
  - Dublin II végrehajtási rendelet: A Bizottság 1560/2003/EK rendelete (2003. szeptember 2.) egy harmadik ország állampolgára által a tagállamok egyikében benyújtott menedékjog iránti kérelem megvizsgálásáért felelős tagállam meghatározására vonatkozó szempontok és eljárási szabályok megállapításáról szóló 343/2003/EK tanácsi rendelet részletes alkalmazási szabályainak megállapításáról
- Dublin III: Az Európai Parlament és a Tanács 604/2013/EU rendelete (2013. június 26.) egy harmadik országbeli állampolgár vagy egy hontalan személy által a tagállamok egyikében benyújtott nemzetközi védelem iránti kérelem megvizsgálásáért felelős tagállam meghatározására vonatkozó feltételek és eljárási szabályok megállapításáról
  - Dublin III végrehajtási rendelet (a Dublin II végrehajtási rendelet módosítása): A Bizottság 118/2014/EU végrehajtási rendelete (2014. január 30.) az egy harmadik ország állampolgára által a tagállamok egyikében benyújtott menedékjog iránti kérelem megvizsgálásáért felelős tagállam meghatározására vonatkozó szempontok és eljárási szabályok megállapításáról szóló 343/2003/EK tanácsi rendelet részletes alkalmazási szabályainak megállapításáról szóló 1560/2003/EK rendelet módosításáról. Az áttekinthetőség kedvéért érdemes az egységes szerkezetbe foglalt változatot is tanulmányozni.

## Fordítás
Ez a szócikk részben vagy egészben  a   Dublin Regulation című angol Wikipédia-szócikk ezen változatának fordításán alapul.  Az eredeti cikk szerkesztőit annak laptörténete sorolja fel. Ez a jelzés csupán a megfogalmazás eredetét és a szerzői jogokat jelzi, nem szolgál a cikkben szereplő információk forrásmegjelöléseként.